# Atletická hala Střelnice
Atletická hala Střelnice je stavba nacházející se v Jablonci nad Nisou. Uvnitř haly se nachází běžecký ovál, běžecké dráhy, sektory pro skok do dálky, výšky i trojskok, skok o tyči a vrh koulí. Vyhovuje normám atletické federace IAAF, konají se zde atletické tréninky a závody. Ovál má délku 300 m a 4 dráhy.
V hale se konalo 19 ročníků Halového mistrovství Československa v atletice a Halové mistrovství České republiky v atletice 1994.